# Évinos Potamós
Évinos Potamós är ett vattendrag i Grekland.   Det ligger i prefekturen Nomós Aitolías kai Akarnanías och regionen Västra Grekland, i den centrala delen av landet, 190 km väster om huvudstaden Aten.